# По-собачьи (телесериал)
«По-соба́чьи» (англ. Downward Dog) — американский комедийный телесериал телеканала ABC, созданный на основе веб-сериала компании Animal Media Group.
В сентябре 2015 года ABC заказал пилотный эпизод сериала. 12 мая 2016 года ABC заказал сериал для показа в телесезоне 2016/17 годов, с премьерой в межсезонье. Премьера сериала состоялась 17 мая 2017 года.
Съёмки сериала «По-собачьи» проходили в Питтсбурге, штат Пенсильвания.
23 июня 2017 года ABC закрыл сериал после одного сезона.

## Сюжет
Сериал рассказывает о приключениях философствующего пса Мартина, который воспринимает свою владелицу Нэн как любимую спутницу жизни. Мартин может быть мстительным и злопамятным, когда считает, что Нэн уделяет ему недостаточно внимания. Нэн около тридцати и у неё остаётся мало времени на своего пса после того, как увеличивается её загруженность на работе.

## В ролях
- Эллисон Толман — Нэн
- Нед — Мартин, собака
- Сэмм Ходжес — голос Мартина
- Лукас Нефф — Джейсон
- Кирби Хоуэлл-Баптист — Кевин
- Барри Ротбарт — Дженн
- Мария Бэмфорд — голос кошки Пеппер

## Критика
Сериал получил в основном положительные отзывы критиков. На сайте-агрегаторе Rotten Tomatoes сериал держит 85 % «свежести», что основано на 27-ми отзывах со средним рейтингом 7,7 из 10. На Metacritic сериал получил 71 балл из ста, что основано на 20-ти «в общем положительных» рецензиях.